# Gabriel Gurméndez

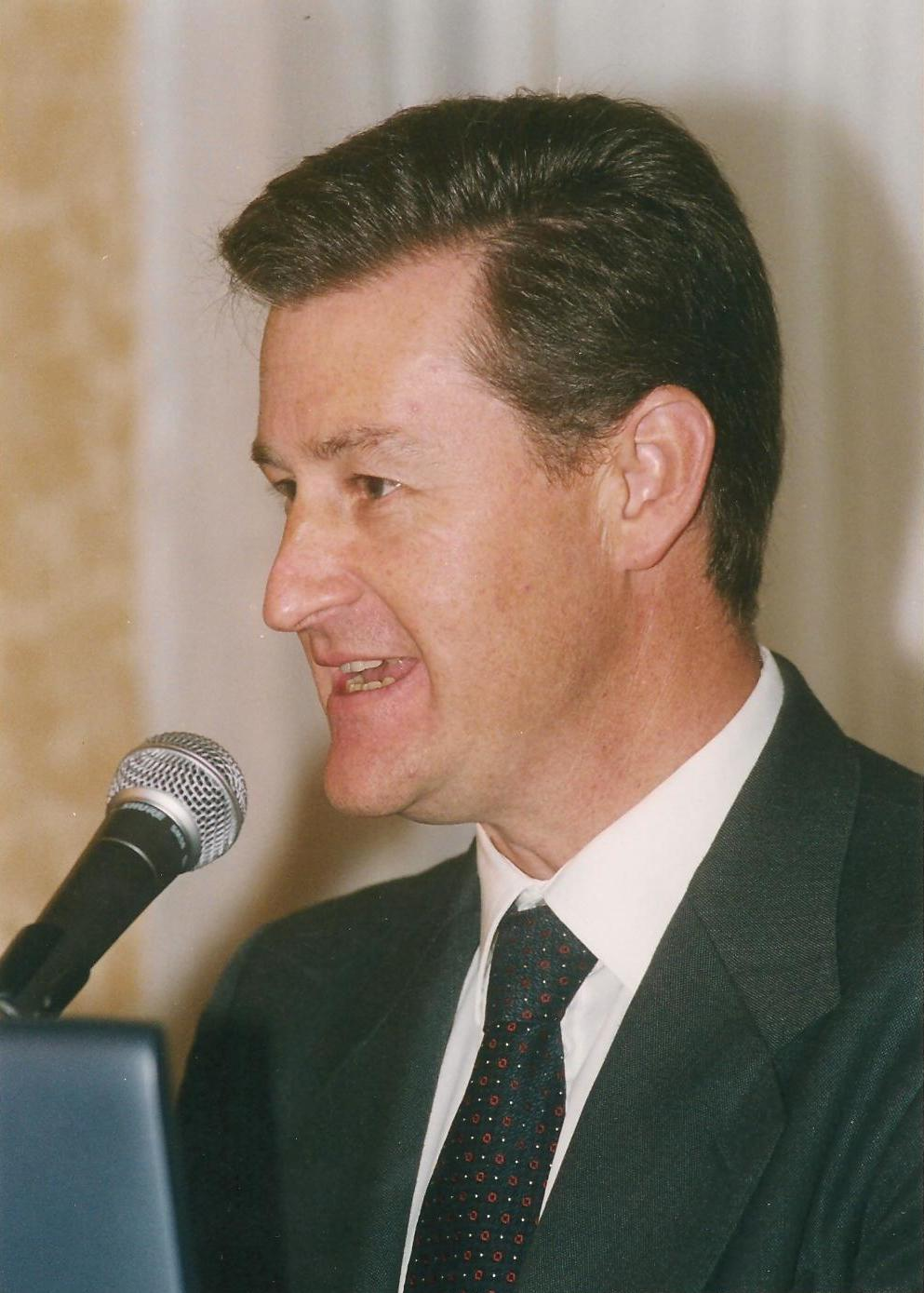
Gabriel Gurméndez (2015)

Gabriel Gurméndez Armand-Ugon (* 1960 in Uruguay) ist ein uruguayischer Politiker.
Gurméndez leitete mindestens im Jahre 1997 als Vorstandsvorsitzender das Consorcio Aeropuertos Internacionales SA. Er war Präsident und CEO des staatlichen Telekommunikationsunternehmens ANTEL sowie geschäftsführender Vorsitzender der staatlichen Eisenbahngesellschaft AFE, der staatlichen ANCAP und des Wasserversorgers OSE. Er gehörte dem Kabinett von Jorge Batlle an und leitete vom 15. Juli 2004 bis zum 24. November 2004 das Ministerium für Verkehr und öffentliche Bauten. Seit Dezember 2004 ist er Direktor des Flughafens von Cancún.